# Jay Mohr
Jon Ferguson Mohr (Verona, New Jersey, 23 de Agosto de 1970) é um ator e comediante estadunidense.
Em 1996, começou sua carreira no cinema com o filme Jerry Maguire, comédia estrelada por Tom Cruise, Cuba Gooding, Jr. e Renée Zellweger.
Em 1997, atuou em dois filmes: Picture Perfect, filme estrelado por Jennifer Aniston, Mohr, Kevin Bacon, Illeana Douglas, Olympia Dukakis e Anne Twomey e o outro foi Suicide Kings, estrelado por Christopher Walken, Denis Leary, Sean Patrick Flanery, Johnny Galecki, Mohr, Jeremy Sisto e Henry Thomas.
Em 1998, atuou em três filmes: Mafia! (Jane Austen's Mafia!), comédia dirigida por Jim Abrahams e estrelada por Mohr, Lloyd Bridges, Olympia Dukakis e Christina Applegate, Paulie, estrelado por Tony Shalhoub, Gena Rowlands, Hallie Kate Eisenberg e Mohr e Small Soldiers, ação com Gregory Smith e Kirsten Dunst e com vozes de Tommy Lee Jones e Frank Langella.
Em 1999, atuou em três filmes: na comédia Playing by Heart, no filme Go, dirigido por Doug Liman e 200 Cigarettes, comédia estrelada por Ben Affleck, Elvis Costello, Kate Hudson, Mohr, Christina Ricci, Paul Rudd, Martha Plimpton, Casey Affleck, Courtney Love, Dave Chappelle, Janeane Garofalo, Guillermo Díaz, Gaby Hoffmann, Catherine Kellner, Brian McCardie, Nicole Parker e Angela Featherstone.
Em 2000. atuou em dois filmes: no drama Pay It Forward e em Cherry Falls, thriller escrito por Ken Selden e dirigido por Geoffrey Wright.
Em 2001, atuou em Black River, uma aventura feita para a TV americana.
Em 2002, atuou em dois filmes: The Adventures of Pluto Nash, comédia dirigida por Ron Underwood e estrelada por Eddie Murphy e em S1m0ne, ficção científica escrita, produzida e dirigida por Andrew Niccol e estrelada por Al Pacino. Ainda em 2002, Mohr atuou em uma série de TV Fastlane, exibida nos Estados Unidos no canal FOX de 2002 à 2003.
Em 2004, atuou em dois filmes: na comédia Seeing Other People e em Are We There Yet, comédia produzida pela Revolution Studios, distribuída pela Columbia Pictures e dirigida por Brian Levant.
Em 2005, atuou na comédia King's Ransom, dirigida por Jeff Byrd e escrita por Wayne Conley, o mesmo escritor de Kenan & Kel.
Em 2006, atuou em dois filmes: na comédia The Groomsmen, escrita e dirigida por Edward Burns, Lonely Street, comédia dirigida por Peter Ettinger e estrelada por Robert Patrick, Nikki Cox, Joe Mantegna e Mohr. Ainda em 2006, Mohr emprestou sua voz para o video game Scarface: The World Is Yours, produzido pela Radical Entertainment e distribuido pela Vivendi Universal Games.
Em 2007, atuou no policial Even Money.
Em 2008, atuou no filme Street Kings, dirigido por David Ayer.
2007, 2008, 2009 Ghost Whisperer - Richard "Rick" Payne (Jay Mohr)
Rick Payne é um professor da Universidade Rockland e casado com Kate Payne. Ele conhece Melinda, quando esta lhe pede ajuda para salvar a sua amiga, Andrea, que, depois de morta, começa a ser atacada por espíritos sombrios. Depois disto, ela continua a procurar a ajuda de Rick em relação a ocorrências paranormais. Nas suas conversas, Melinda descobre que o professor, apesar de ensinar história e crenças ocultas, é incrivelmente céptico. Mesmo assim, Melinda revela-lhe o dom, e assim tornam-se grandes companheiros.

## Filmografia
- 1995 - For Better or Worse
- 1996 - Jerry Maguire
- 1997 - Suicide Kings
- 1998 - Paulie
- 1998 - Mafia!
- 1998 - Small Soldiers
- 1998 - Playing by Heart
- 1999 - Go
- 2000 - Cherry Falls
- 2000 - Pay It Forward
- 2001 - Black River
- 2002 - S1m0ne
- 2002 - The Adventures of Pluto Nash
- 2004 - Seeing Other People
- 2005 - King's Ransom
- 2005 - Are We There Yet?
- 2006 - The Groomsmen
- 2007 - Even Money
- 2008 - Street Kings
- 2009 - Lonely Street
- 2010 - Hereafter
- 2013 - The Incredible Burt Wonderstone
- 2014 - Dumbbells
- 2015 - Road Hard